# Hurricane (cocktail)
L’Hurricane è un cocktail alcolico dolce a base di rum, succo di limone e sciroppo di frutto della passione. Originario di New Orleans, è tradizionalmente servito in un bicchiere di vetro alto e sinuoso.

## Storia
La creazione del cocktail è attribuita a un bartender di New Orleans, Pat O'Brien, che negli anni 1940 volle creare una nuova bevanda per svuotare i magazzini da tutto il rum invenduto che i distributori locali lo costringevano a comprare come “contropartita” per l’approvvigionamento di scotch e altri whisky. Lavorò la miscela in bicchieri a forma di lampada e la offrì ai marinai. La bevanda prese così piede e divenne presto uno dei cocktail più popolari del quartiere francese.

## Composizione

### Ingredienti
- 6 cl di rum scuro
- 6 cl di rum chiaro
- 3 cl di succo di limone
- 3 cl di succo d'arancia
- 1,5 cl di sciroppo di frutto della passione
- 1,5 cl sciroppo di zucchero (simple syrup)
- 1 barspoon sciroppo di granatina

### Preparazione
Il cocktail viene preparando agitando tutti gli ingredienti in uno shaker con alcuni cubetti di ghiaccio; il tutto viene poi servito nel caratteristico bicchiere "Hurricane" o in un tumbler alto.